# Magnus Kilvén
Carl Magnus Kilvén, född 27 april 1957 i Uppsala, är en svensk kompositör och organist. Han arbetar sedan 1989 som organist i Björklinge-Skuttunge-Viksta pastorat.

## Biografi
Magnus Kilvén är föddes 27 april 1957 i Uppsala. Han tog orgellektioner för Elsa Backvall, organisten i Gamla Uppsala församling. Kilvén studerade vid Södra Vätterbygdens folkhögskola 1979, Stora Sköndal 1980-1982 och Musikhögskolan vid Göteborgs universitet 1982–1987, där han tog examen 1987.[källa behövs] Han arbetar som organist sedan 1989 på Björklinge-Skuttunge-Viksta pastorat.
Kilvén är även aktiv med att bygga och spela nyckelharpa och har komponerat en mängd folkmusiklåtar, av olika slag. I sin tjänst som kyrkomusiker har han även arrangerat ett stort antal stycken för brasskvartett och andra sång och instrumentala sättningar.[källa behövs]

## Kompositioner

### Orgelverk
- Till minne (Avskedslåten). Utgiven på AgrellMusik.[4]
- Kärleken är vår. Utgiven på AgrellMusik.[4]
- Vikstamarschen (Viksta kyrkmarsch). Utgiven på AgrellMusik.[4]
- Festival tune. Utgiven 2009 på AgrellMusik.[4]
- I mitt hjärta finns du kvar! Utgiven 2012 på AgrellMusik.[4]
- Aria. Utgiven 2013 på AgrellMusik.[4]
- Toccata Ostinata. Utgiven 2017 på AgrellMusik.[4]
- Pastoral. Utgiven 2020 på AgrellMusik.[4]
- Intermezzo-cantabile. Utgiven 2020 på AgrellMusik.[4]
- Introduktion och Passacaglia (2015) Trumph.se
- Trumpet tune (1996).[4]
- Två orgelsviter, volym 1. Utgiven på Trumph.[5]
- Två orgelsviter, volym 2. Utgiven på Trumph.[5]
- Fem orgelstycken. Utgiven på Trumph.[5]
- Fyra orgelstycken. Utgiven på Trumph.[5]
- Sonatine (2020, outgiven).
- Preludium och fuga i E-dur (1999, outgiven)
- Preludium och fuga i F-dur (1999, outgiven)
- Preludium och fuga i c-moll (1999, outgiven)
- Preludium och fuga i e-moll (1999, outgiven)
- Toccata in rock (2012, outgiven) Tribute to Deep Purple.
- Springtime, rondo scherzo (outgiven).
- Vals (outgiven).
- The spring is marching on (outgiven).

#### Koralbearbetningar och koralförspel
- Livets vatten. Orgelstyckena bygger på koralmotiv från doppsalmer. Utgiven på Trumph.[5]

- Tolv koraltrios. Utgiven på Trumph.[5]

- 20 Koralförspel. Utgiven på Trumph.[5]
- O Sanctissima. Arrangemang över O du saliga, o du heliga, psalm 127. Utgiven på Trumph.[5]
- Resonet in Laudibus. Arrangemang över Var kristtrogen fröjde sig, psalm 430). Utgiven på Trumph.[5]
- Det finns djup i Herrens godhet. Psalmerna arrangerades 2014 av Kilvén. De gavs ut 2015 på Wessmans musikförlag.[6]
- Variationer och fuga över Nu tändas tusen juleljus, psalm 116. Utgiven 2017 på AgrellMusik.[4]
- Glädjegigue. Temat är hämtat från psalm 69 Glad jag städse vill bekänna. Utgiven 2020 på AgrellMusik.[4]
- Han gick in i din kamp på jorden. Arrangemang över psalm 358 med basso ostinato. Utgiven 2020 på AgrellMusik.[4]
- Jesus för världen. Arrangemang över psalm 45 med cantus firmus i tenoren. Utgiven 2020 på AgrellMusik.[4]
- Koral och variationer över psalm 160 Guds Ande kom från himlen ner. Utgiven 2020 på AgrellMusik.[4]
- Se, vi går upp till Jerusalem. Variationer på psalm 135. Utgiven 2020 på AgrellMusik.[4]
- Se, vi går upp till Jerusalem. Koralförspel på psalm 135. Utgiven 2020 på AgrellMusik.[4]
- Vad ljus över griften. Trumpet tune över psalm 146. Utgiven 2020 på AgrellMusik.[4]

#### Arrangemang
- Amazing grace. Utgiven 2000 på AgrellMusik.[4]
- Björklingemarschen. Baserad på en melodi av Gåsvikarn Anders Pettersson. Utgiven 2019 på AgrellMusik.[4]
- Hymn av Franz Berwald. Utgiven i Vox Angelica, volym 1 på Trumph.[5]
- Tears in Heaven. Utgiven i Vox Angelica, volym 2 på Trumph.[5]
- Öppna landskap. Utgiven i Vox Angelica, volym 2 på Trumph.[5]
- Nocturne. Utgiven i Vox Angelica, volym 3 på Trumph.[5]
- Fäbodpsalm från Färila. Utgiven i Vox Angelica, volym 3 på Trumph.[5]
- Fugue i G-dur över en svensk dans av Carl E Boussard. Utgiven 2020 på AgrellMusik.[4]

### Körverk
- "Genom tidens gång" en uppländsk spelmansmässa. Texten är skriven av Per Harling. Den gavs ut 2006 på Wessmans musikförlag. Besättningen är skriven för kör, församling, två fioler/nyckelharpor och ackompanjemang.[7]

- Peace I leave with you för fyrstämmig kör (SATB) och orgel. Utgiven 2018 på AgrellMusik.[4]
- Dona nobis pacem för fyrstämmig kör (SATB) och orgel. Utgiven 2019 på AgrellMusik.[4]

- Alleluia för blandad kör a cappella.
- Ubi caritas för blandad kör a cappella.
- O magnum mysterium för blandad kör a cappella.
- O sacrum convivium för blandad kör a cappella.
- Ave Maria för blandad kör a cappella.
- Missa Brevis för blandad kör a cappella med frivilligt orgel ackompanjemang.
- Klang min vackra bjällra för blandad kör (SATB). Utgiven på Notpoolen.

### Solosång
- I mitt hjärta finns du kvar! för sång och piano. Texten är skriven av Karin Jansson. Utgiven på AgrellMusik.[4]
- Kärleken är vår för sång och piano. Texten är skriven av Karin Jansson. Utgiven på AgrellMusik.[4]
- Sommardröm. Texten är skriven av Karin Kilvén. Utgiven 2020 på skivan Sången från Bethula.